# Clubiona pyrifera
Clubiona pyrifera là một loài nhện trong họ Clubionidae.
Loài này thuộc chi Clubiona. Clubiona pyrifera được Ehrenfried Schenkel-Haas miêu tả năm 1936.